# Mitsui Sumitomo Visa Taiheiyo Masters
Mitsui Sumitomo Visa Taiheiyo Masters (三井住友VISA太平洋マスターズ Mitsui sumitomo biza taiheiyō masutāzu) är en professionell golftävling på den japanska golftouren. Tävlingen arrangeras i november och under de senaste åren på Taiheiyo Club och deras Gotenba Course, Gotenba, Shizuoka, och attraherar många stora internationella golfspelare. Tävlingen har spelats sedan 1972 och har Sumitomo Mitsui Banking Corporation och Visa som titelsponsorer.
Gotenba Course är 6,626 meter lång och har par 72.

## Vinnare
| År                                    | Spelare                               | Nationalitet                          | Resultat                              | Mot par                               | Segermarginal                         | Runner-up(s)                                       |
| Mitsui Sumitomo Visa Taiheiyo Masters | Mitsui Sumitomo Visa Taiheiyo Masters | Mitsui Sumitomo Visa Taiheiyo Masters | Mitsui Sumitomo Visa Taiheiyo Masters | Mitsui Sumitomo Visa Taiheiyo Masters | Mitsui Sumitomo Visa Taiheiyo Masters | Mitsui Sumitomo Visa Taiheiyo Masters              |
| ------------------------------------- | ------------------------------------- | ------------------------------------- | ------------------------------------- | ------------------------------------- | ------------------------------------- | -------------------------------------------------- |
| 2017                                  |                                       |                                       |                                       |                                       |                                       |                                                    |
| 2016                                  | Hideki Matsuyama (2)                  | Japan                                 | 265                                   | −23                                   | 7 slag                                | Song Young-han                                     |
| 2015                                  | Shingo Katayama (2)                   | Japan                                 | 202*                                  | −14                                   | 1 slag                                | Thanyakon Khrongpha                                |
| 2014                                  | David Oh                              | USA                                   | 276                                   | −12                                   | 1 slag                                | Toshinori Muto                                     |
| 2013                                  | Hideto Tanihara                       | Japan                                 | 275                                   | −13                                   | 1 slag                                | Ryo Ishikawa Masahiro Kawamura Tomohiro Kondo      |
| 2012                                  | Ryo Ishikawa (2)                      | Japan                                 | 273                                   | −15                                   | 1 slag                                | Michio Matsumura                                   |
| 2011                                  | Hideki Matsuyama (a)                  | Japan                                 | 203*                                  | −13                                   | 2 slag                                | Toru Taniguchi                                     |
| 2010                                  | Ryo Ishikawa                          | Japan                                 | 274                                   | −14                                   | 2 slag                                | Brendan Jones                                      |
| 2009                                  | Yasuharu Imano                        | Japan                                 | 275                                   | –13                                   | 2 slag                                | Kenichi Kuboya Han Lee                             |
| 2008                                  | Shingo Katayama                       | Japan                                 | 272                                   | −16                                   | Särspel                               | Yasuharu Imano                                     |
| 2007                                  | Brendan Jones                         | Australien                            | 274                                   | −14                                   | 1 slag                                | Toru Taniguchi                                     |
| 2006                                  | Tsuneyuki Nakajima                    | Japan                                 | 275                                   | −13                                   | 1 slag                                | Toru Taniguchi                                     |
| 2005                                  | Darren Clarke (2)                     | Nordirland                            | 270                                   | −18                                   | 2 slag                                | Mitsuhiro Tateyama                                 |
| 2004                                  | Darren Clarke                         | Nordirland                            | 266                                   | −22                                   | 6 slag                                | Nozomi Kawahara Lee Westwood                       |
| 2003                                  | Kiyoshi Murota                        | Japan                                 | 272                                   | −16                                   | 6 slag                                | Ben Curtis Hiroyuki Fujita Kim Jong-duck           |
| 2002                                  | Tsuneyuki Nakajima                    | Japan                                 | 272                                   | −16                                   | 1 slag                                | Hidemichi Tanaka                                   |
| 2001                                  | Toshimitsu Izawa                      | Japan                                 | 270                                   | −18                                   | 2 slag                                | Yūsaku Miyazato (a) Shigeru Nonaka                 |
| Sumitomo Visa Taiheiyo Masters        |                                       |                                       |                                       |                                       |                                       |                                                    |
| 2000                                  | Toshimitsu Izawa                      | Japan                                 | 274                                   | −14                                   | 1 slag                                | Keiichiro Fukabori                                 |
| 1999                                  | Hirofumi Miyase                       | Japan                                 | 274                                   | −14                                   | Särspel                               | Darren Clarke Ryoken Kawagishi                     |
| 1998                                  | Lee Westwood (3)                      | England                               | 275                                   | −13                                   | 2 slag                                | Masashi Ozaki                                      |
| 1997                                  | Lee Westwood (2)                      | England                               | 272                                   | −16                                   | 1 slag                                | Masashi Ozaki Naomichi Ozaki                       |
| 1996                                  | Lee Westwood                          | England                               | 206*                                  | −10                                   | Särspel                               | Costantino Rocca Jeff Sluman                       |
| 1995                                  | Satoshi Higashi                       | Japan                                 | 274                                   | −14                                   | 4 slag                                | Shigeki Maruyama                                   |
| 1994                                  | Masashi Ozaki                         | Japan                                 | 270                                   | −18                                   | 5 slag                                | Bob Estes                                          |
| 1993                                  | Greg Norman                           | Australien                            | 272                                   | −16                                   | 1 slag                                | Yoshi Mizumaki                                     |
| Taiheiyo Masters                      |                                       |                                       |                                       |                                       |                                       |                                                    |
| 1992                                  | Masashi Ozaki                         | Japan                                 | 276                                   | −12                                   | 1 slag                                | Masahiro Kuramoto Bernhard Langer Tsukasa Watanabe |
| Visa Taiheiyo Masters                 |                                       |                                       |                                       |                                       |                                       |                                                    |
| 1991                                  | Roger Mackay                          | Australien                            | 272                                   | −16                                   | 2 slag                                | Yoshinori Kaneko                                   |
| 1990                                  | José María Olazábal (2)               | Spanien                               | 270                                   | −18                                   | 5 slag                                | Masashi Ozaki Bernhard Langer                      |
| 1989                                  | José María Olazábal                   | Spanien                               | 203*                                  | −13                                   | 3 slag                                | Isao Aoki Naomichi Ozaki                           |
| 1988                                  | Seve Ballesteros                      | Spanien                               | 281                                   | −7                                    | 3 slag                                | Yasuhiro Funatogawa                                |
| 1987                                  | Graham Marsh                          | Australien                            | 276                                   | −12                                   | 1 slag                                | Tom Watson                                         |
| Taiheiyo Masters                      |                                       |                                       |                                       |                                       |                                       |                                                    |
| 1986                                  | Yasuhiro Funatogawa                   | Japan                                 | 274                                   | −14                                   | 2 slag                                | Larry Nelson                                       |
| 1985                                  | Tsuneyuki Nakajima                    | Japan                                 | 280                                   | −8                                    | Särspel                               | David Graham                                       |
| 1984                                  | Shinsaku Maeda                        | Japan                                 | 275                                   | −13                                   |                                       |                                                    |
| 1983                                  | Ingen tävling                         | Ingen tävling                         | Ingen tävling                         | Ingen tävling                         | Ingen tävling                         | Ingen tävling                                      |
| 1982                                  | Scott Hoch                            | USA                                   | 278                                   | −10                                   | 3 slag                                | Masahiro Kuramoto                                  |
| 1981                                  | Danny Edwards                         | USA                                   | 276                                   | −12                                   |                                       |                                                    |
| 1980                                  | Norio Suzuki (2)                      | Japan                                 | 282                                   | −6                                    | Särspel                               | Masashi Ozaki                                      |
| 1979                                  | Norio Suzuki                          | Japan                                 | 280                                   | −8                                    |                                       |                                                    |
| 1978                                  | Gil Morgan                            | USA                                   | 273                                   | −11                                   | 3 slag                                | Jerry Pate                                         |
| 1977                                  | Bill Rogers                           | USA                                   | 275                                   | −9                                    |                                       |                                                    |
| 1976                                  | Jerry Pate                            | USA                                   | 279                                   | −5                                    | 2 slag                                | Isao Aoki                                          |
| 1975                                  | Gene Littler (2)                      | USA                                   | 278                                   | −6                                    |                                       |                                                    |
| 1974                                  | Gene Littler                          | USA                                   | 279                                   | −5                                    | 5 slag                                | Bert Yancey                                        |
| 1973                                  | Masashi Ozaki                         | Japan                                 | 278                                   | −6                                    | Särspel                               | Bert Yancey                                        |
| 1972                                  | Gay Brewer                            | USA                                   | 276                                   | −8                                    | Särspel                               | David Graham                                       |

* Indikerar att tävlingen spelades över 54 hål p.g.a. dåligt väder.
(a) Indikerar att spelaren var amatör vid vinsten.